# Austmusia lindi
Austmusia lindi is een spinnensoort uit de familie Desidae. De soort komt voor in Victoria.